# Список населених пунктів Піщанської сільської громади (Полтавська область)
До складу Піщанської сільської громади Кременчуцького району Полтавської області входять 23 села. У списку наведено села громади, населення станом на 2022 рік та належність до старостинських округів. Чисельність населення подана за статистичними даними «Профілю Піщанської сільської територіальної громади (станом на 01.01.2022 року)». Найбільшим за чисельністю населення селом громади є її адміністративний центр — Піщане (4979), найменшим — село Пащенівка (16).

## Список населених пунктів
| Назва             | Тип  | Населення (на 2022 рік) | Старостинський округ                  | Координати                                                              | Зображення |
| ----------------- | ---- | ----------------------- | ------------------------------------- | ----------------------------------------------------------------------- | ---------- |
| Вільна Терешківка | село | 1743                    | Новознам'янський старостинський округ | 49°10′53″ пн. ш. 33°24′05″ сх. д. / 49.181285° пн. ш. 33.401430° сх. д. |            |
| Воскобійники      | село | 23                      | Ялинцівський старостинський округ     | 49°09′05″ пн. ш. 33°19′14″ сх. д. / 49.151318° пн. ш. 33.320548° сх. д. |            |
| Гориславці        | село | 462                     | Гориславський старостинський округ    | 49°12′06″ пн. ш. 33°20′06″ сх. д. / 49.201560° пн. ш. 33.335018° сх. д. |            |
| Кіндрівка         | село | 52                      | Ялинцівський старостинський округ     | 49°07′17″ пн. ш. 33°19′30″ сх. д. / 49.121438° пн. ш. 33.325058° сх. д. |            |
| Ковалівка         | село | 216                     | —                                     | 49°06′07″ пн. ш. 33°22′34″ сх. д. / 49.101869° пн. ш. 33.376222° сх. д. |            |
| Коржівка          | село | 37                      | Гориславський старостинський округ    | 49°13′12″ пн. ш. 33°20′40″ сх. д. / 49.220094° пн. ш. 33.344310° сх. д. |            |
| Кривуші           | село | 1781                    | —                                     | 49°05′32″ пн. ш. 33°21′23″ сх. д. / 49.092210° пн. ш. 33.356425° сх. д. |            |
| Майбородівка      | село | 798                     | Майбородівський старостинський округ  | 49°14′42″ пн. ш. 33°23′15″ сх. д. / 49.245109° пн. ш. 33.387421° сх. д. |            |
| Максимівка        | село | 1805                    | Максимівський старостинський округ    | 49°11′11″ пн. ш. 33°10′18″ сх. д. / 49.186436° пн. ш. 33.171564° сх. д. |            |
| Миловидівка       | село | 286                     | Гориславський старостинський округ    | 49°12′40″ пн. ш. 33°20′29″ сх. д. / 49.211001° пн. ш. 33.341375° сх. д. |            |
| Мирне             | село | 84                      | Майбородівський старостинський округ  | 49°13′33″ пн. ш. 33°22′48″ сх. д. / 49.225773° пн. ш. 33.379904° сх. д. |            |
| Михайленки        | село | 130                     | Ялинцівський старостинський округ     | 49°06′31″ пн. ш. 33°19′48″ сх. д. / 49.108728° пн. ш. 33.329967° сх. д. |            |
| Недогарки         | село | 1610                    | Недогарський старостинський округ     | 49°10′09″ пн. ш. 33°15′06″ сх. д. / 49.169105° пн. ш. 33.251801° сх. д. |            |
| Нова Знам'янка    | село | 2317                    | Новознам'янський старостинський округ | 49°09′15″ пн. ш. 33°24′18″ сх. д. / 49.154109° пн. ш. 33.405010° сх. д. |            |
| Олефірівка        | село | 110                     | Гориславський старостинський округ    | 49°11′12″ пн. ш. 33°21′40″ сх. д. / 49.186789° пн. ш. 33.361243° сх. д. |            |
| Панівка           | село | 36                      | Недогарський старостинський округ     | 49°11′44″ пн. ш. 33°18′07″ сх. д. / 49.195574° пн. ш. 33.301924° сх. д. |            |
| Пащенівка         | село | 16                      | Недогарський старостинський округ     | 49°11′46″ пн. ш. 33°16′19″ сх. д. / 49.196128° пн. ш. 33.272080° сх. д. |            |
| Писарщина         | село | 92                      | Майбородівський старостинський округ  | 49°14′19″ пн. ш. 33°26′55″ сх. д. / 49.238669° пн. ш. 33.448510° сх. д. |            |
| Піщане            | село | 4979                    | —                                     | 49°07′36″ пн. ш. 33°23′44″ сх. д. / 49.126549° пн. ш. 33.395649° сх. д. |            |
| Пухальщина        | село | 45                      | Ялинцівський старостинський округ     | 49°08′08″ пн. ш. 33°19′51″ сх. д. / 49.135538° пн. ш. 33.330814° сх. д. |            |
| Рокитне-Донівка   | село | 109                     | Недогарський старостинський округ     | 49°12′08″ пн. ш. 33°17′36″ сх. д. / 49.202190° пн. ш. 33.293314° сх. д. |            |
| Самусіївка        | село | 61                      | Ялинцівський старостинський округ     | 49°05′20″ пн. ш. 33°18′32″ сх. д. / 49.088950° пн. ш. 33.308945° сх. д. |            |
| Ялинці            | село | 825                     | Ялинцівський старостинський округ     | 49°09′51″ пн. ш. 33°18′46″ сх. д. / 49.164045° пн. ш. 33.312854° сх. д. |            |